# Félix Paulo
Félix Paulo,  foi governador da província de Sofala entre 2012 e 2014. Governou no mandato do ex-presidente da república, Armando Guebuza.  Substituiu o antigo governador Carvalho Muária e em 2015 foi sucedido pela actual governadora Maria Helena Taipo, Félix apelava a comunidade a combater a pobreza dizendo: " a pobreza era um mal cuja eliminação está ao nosso alcance, dependendo unicamente de como agimos."